# Atlas de geografía humana (película)
Atlas de geografía humana es una película española dirigida por Azucena Rodríguez y basada en la novela homónima de la escritora madrileña Almudena Grandes. Está protagonizada por Cuca Escribano, Montse Germán, María Bouzas y Rosa Vilas. Se estrenó en los cines el 23 de marzo de 2007. No es la única adaptación que se ha hecho de la novela, ya que una televisión de Chile la adaptó como serie bajo el título Geografía del deseo.

## Argumento
Ana, Rosa, Marisa y Fran son cuatro compañeras de una editorial que trabaja en la confección de un atlas de geografía. Según van diseñando este atlas, el lector conocerá la historia de cada una de las protagonistas, historias marcadas por la soledad, los sueños truncados o los amores inconfesados.

## Enlaces
- Web oficial de la película
- Atlas de geografía humana en Internet Movie Database (en inglés).
- Atlas de geografía humana en FilmAffinity.

- Datos: Q5710916